# Cathy Ferguson

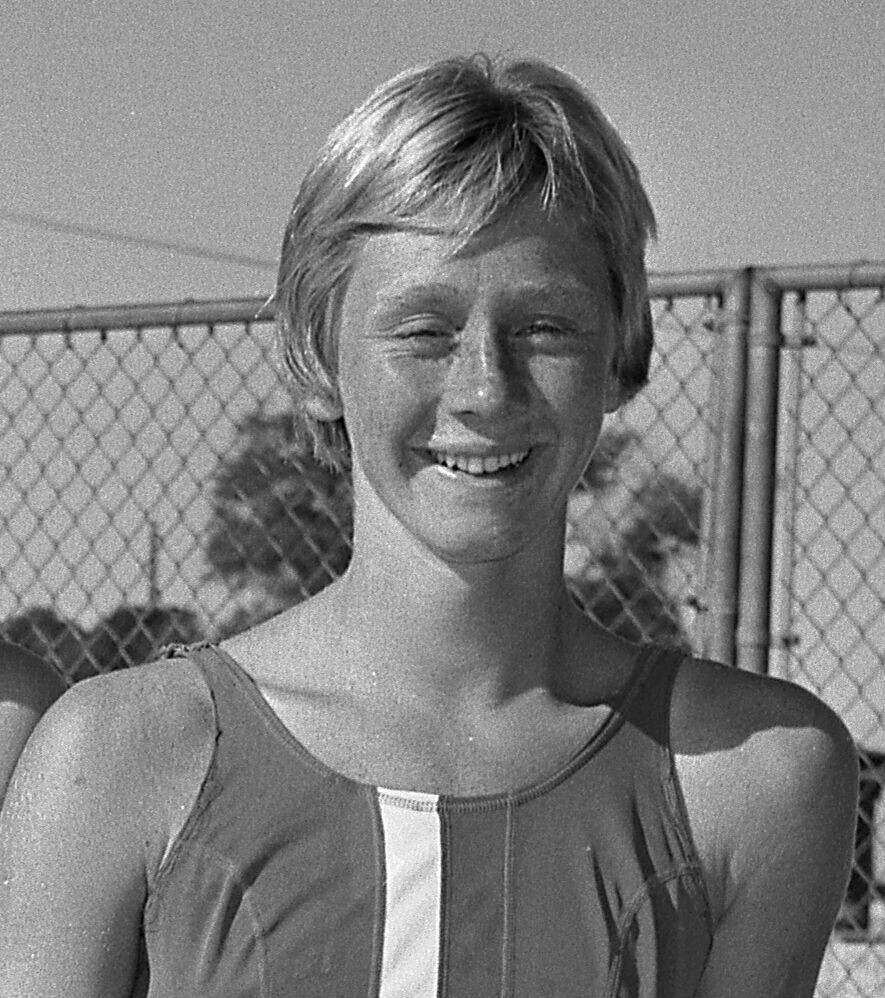
Cathy Ferguson (1964)

Cathy Ferguson (* 17. Juli 1948) ist eine ehemalige US-amerikanische Schwimmerin.
Bei den Olympischen Spielen 1964 in Tokio wurde sie über 100 m Rücken und mit der 4 × 100-m-Lagenstaffel der Amerikaner Olympiasiegerin. In ihrer Laufbahn stellte sie insgesamt vier Weltrekorde auf. Im Jahr 1978 wurde sie in die Ruhmeshalle des internationalen Schwimmsports aufgenommen.